# NGC 2409
NGC 2409 في الفهرس العام الجديد، هو عنقود نجمي، يقع في كوكبة الكوثل. اكتشف في 12 فبراير 1836 . بواسطة جون هيرشل .

## روابط خارجية
- NGC 2409 على موقع ويكي سكاي: DSS2, SDSS, GALEX, IRAS, Hydrogen α, X-Ray, Astrophoto, Sky Map, Articles and images